# Kusterdingen
Kusterdingen è un comune tedesco di 8 863 abitanti,, situato nel land del Baden-Württemberg.